# Rylka
Rylka – rzeka w województwie łódzkim, prawobrzeżny dopływ Rawki o długości 28,12 km. Płynie w pobliżu m.in. miejscowości Rylsk Mały, Zuski, Niemgłowy, Ossowice, Głuchówek i wpada do Rawki w Rawie Mazowieckiej.